# Demoleon (Kentaur)

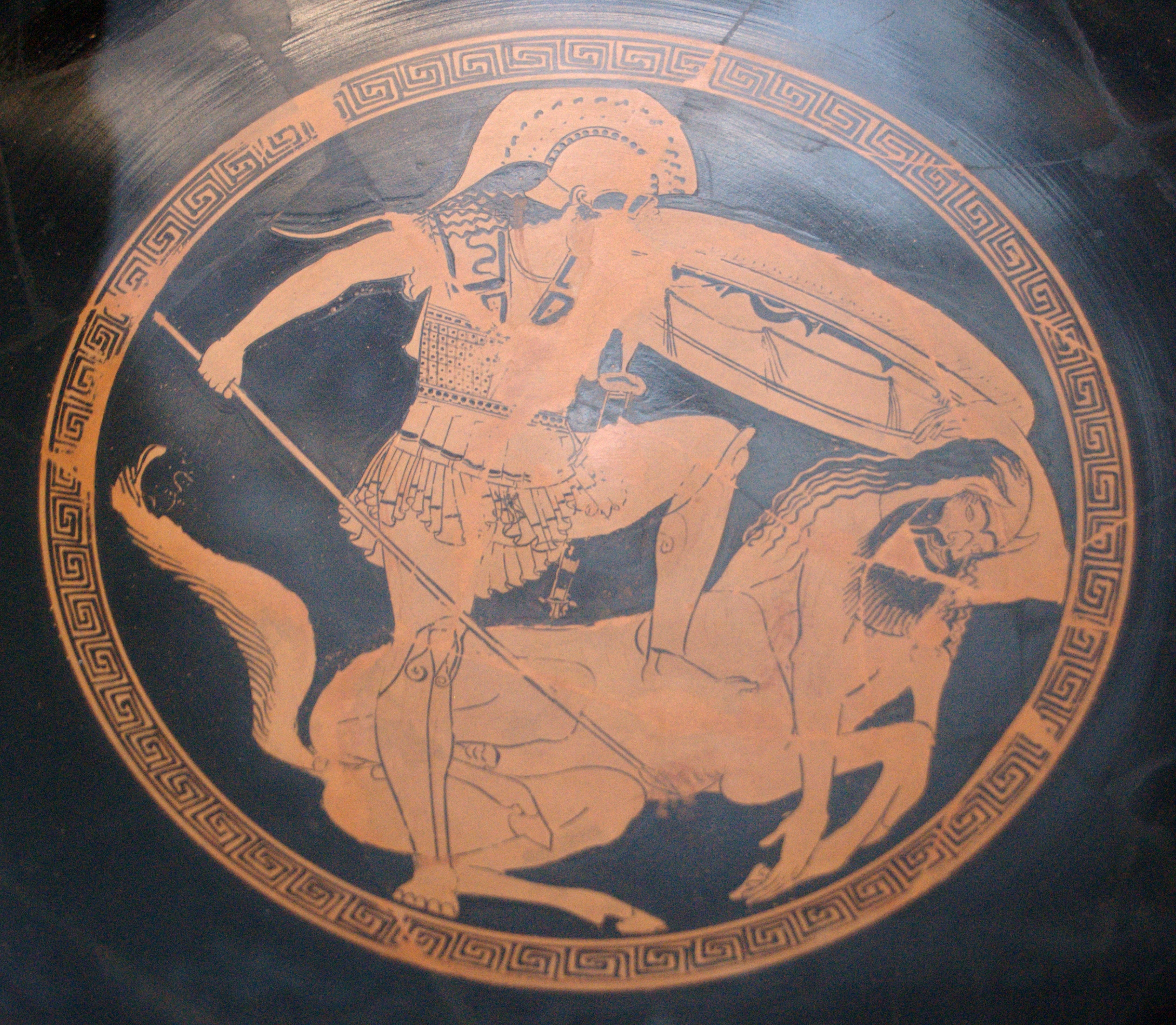
Kylix, 5. Jh. v. Chr., Kentaur am Boden.

Demoleon ist ein Kentaur der griechischen Mythologie. Er wird in der auf der Hochzeit des Peirithoos ausbrechenden Kentauromachie von Peleus erlegt. Einzige Quelle ist das zwölfte Buch der ovidschen Metamorphosen.

## Name
Δημολέων, Dēmoléōn; lateinisch und deutsch Demóleon mit abweichender Betonung, da in der vorletzten Silbe das e kurz ist (Paenultimagesetz). Die Juxtaposition besteht aus Δημο-, Dēmo-, Volks- und λέων, léōn, Löwe, zusammen der Volkslöwe. Demoleon wird mit dem „leon“ aus der Masse (Demos/Volk) der Kentauren herausgehoben.
Der Name gehört nicht mehr zu den ursprünglichen naturbezogenen Kentaurennamen, sondern kennzeichnet ihn als einen späteren anthropomorphen. Dieser beschreibt einen wilden und grausamen Halbmenschen, und „auf Wildheit, Grausamkeit und rohen Charakter beziehen sich ... von wilden Tieren entlehnte Namen,“ so wie hier der „Löwe“. Auch andere Personen und Gestalten der Antike tragen ihn, siehe Demoleon.

## Mythos
Ovid lässt Nestor vor Troja die Kentauromachie erzählen, war dieser doch selbst dabei. Die Kampfszene des Demoleon ist eine der längeren, sein Todeskampf zieht sich hin und wird ausführlich dargestellt. Er streitet mit der für Kentauren typischen „primitiven“ Waffe, einer Fichte, die trotzdem große Wirkung entfaltet. Gegenüber den überlegenen Schwert- und Lanzenkämpfern, den Argonauten Theseus und Peleus, hat er aber letztlich keine Chance.
Einzelheiten: Nachdem Theseus schon einige Kentauren erlegt hatte, betritt Demoleon offensiv die Bühne: „Länger ertrug’s nicht mehr Demoleon, dass für den Theseus / immer der Kampf sich entschied.“ Er reißt eine Fichte aus und wirft sie auf Theseus, der geschickt zur Seite springt, aber dafür Peleus’ Kampfgenossen, den Krantor tödlich zerschmettert. Peleus steht zur Rache bereit, der seine Lanze auf Demoleon schleudert, „welche der Rippen Geflecht durchbrach und haftend im Knochen / schwankte.“ Peleus reißt die Lanze heraus, die Eisenspitze bleibt stecken, Demoleon liegt am Boden und windet sich im Todeskampf, gibt aber noch nicht auf: „Der Verwundete (Demoleon) bäumt sich / gegen den Feind und tritt nach dem Mann mit gehobenen Hufen. / 375 Doch mit dem Helm und dem Schild fängt jener (Peleus) die schallenden Hiebe, / hält sich die Schulter gedeckt und stemmt abwehrende Waffen, / und zwei Brüste durchbohrt ein Stoß in den Bug des Zentauren.“ Es wird ein Lanzenstoß gewesen sein, der von unten durch die Pferdebrust (Bug) nach oben durch die Menschenbrust führte.

## Quelle
- Ovid, Metamorphosen 12, 355–377, Übersetzung Suchier, Wikisource.